# Attelabus bipustulatus
Attelabus bipustulatus es una especie de coleóptero de la familia Attelabidae.

## Distribución geográfica
Habita en Canadá.